# 逆とったり
逆とったり（さかとったり）とは、相撲の日本相撲協会制定決まり手八十二手、捻り手の一つである。相手がとったりで攻めてきた際の対策として用いられることが多く、抱えられた腕を抜きながら腰を捻ったり、逆に突き付けたりして脇の下に入った相手の腕を捻りながら相手を倒す技。
特に後者の場合は、立ち関節技としての腕挫腋固の一種でもあり、小手投げやとったり以上に危険な技であるということができる。
関脇栃赤城がこの手を得意とし、本場所でしばしば見せた。

## 実例
幕内では1995年5月場所千秋楽に大至が三杉里にこの決まり手で勝利したのを最後に出ていなかったが、2010年9月場所11日目の幕内での一番で豊桜が垣添に、この決まり手で勝った。実に15年ぶりに出た一番である。更に同じ日の大関同士の一番、角番であった魁皇が日馬富士に対して決めたため珍手が1日に2度幕内で使われることとなった。その次に幕内で逆とったりが記録された2016年9月場所では、隠岐の海が4日目の大関照ノ富士戦と、14日目の琴勇輝戦の2回決めている。
2019年9月場所千秋楽では、照強が錦木に対して決めている。
また、十両の取り組みでは2018年7月場所千秋楽で美ノ海が幕下の天空海に対して決めた。さらに大相撲令和六年7月場所11日目には豊昇龍が阿炎に対して放った。下の図も参照。
| 場所名                | 取組日 | 地位         | 力士名   | 相手力士名 |
| --------------------- | ------ | ------------ | -------- | ---------- |
| 大相撲平成7年5月場所  | 千秋楽 | 東前頭15枚目 | 大至     | 三杉里     |
| 大相撲平成22年9月場所 | 11日目 | 東前頭17枚目 | 豊桜     | 垣添       |
| 大相撲平成22年9月場所 | 11日目 | 西大関       | 魁皇     | 日馬富士   |
| 大相撲平成28年9月場所 | 4日目  | 東前頭筆頭   | 隠岐の海 | 照ノ富士   |
| 大相撲平成28年9月場所 | 14日目 | 東前頭筆頭   | 隠岐の海 | 琴勇輝     |
| 大相撲平成30年7月場所 | 千秋楽 | 西十両14枚目 | 美ノ海   | 天空海     |
| 大相撲令和元年9月場所 | 千秋楽 | 東前頭9枚目  | 照強     | 錦木       |
| 大相撲令和6年7月場所  | 11日目 | 西大関       | 豊昇龍   | 阿炎       |